# Episodi de Il nido di Robin (quinta stagione)
La quinta stagione della serie televisiva Il nido di Robin (Robin's Nest) è andata in onda nel Regno Unito dall'8 gennaio al 12 febbraio 1980 sulla ITV. L'episodio speciale No Room At The Inn è stato trasmesso il 24 dicembre 1980.
| nº | Titolo originale              | Titolo italiano        | Prima TV GB      | Prima TV Italia  |
| -- | ----------------------------- | ---------------------- | ---------------- | ---------------- |
| 1  | Pastures New                  |                        | 8 gennaio 1980   |                  |
| 2  | A Man of Property             |                        | 15 gennaio 1980  |                  |
| 3  | If You Pass "Go" Collect £200 |                        | 22 gennaio 1980  |                  |
| 4  | Never Look a Gift Horse...    | A caval donato...      | 29 gennaio 1980  | 4 settembre 1981 |
| 5  | Just an Old-Fashioned Girl    | Una ragazza all'antica | 5 febbraio 1980  |                  |
| 6  | Great Expectations            | La lunga attesa        | 12 febbraio 1980 |                  |
| 7  | Special: No Room at the Inn   |                        | 24 dicembre 1980 |                  |